# Accuracy International

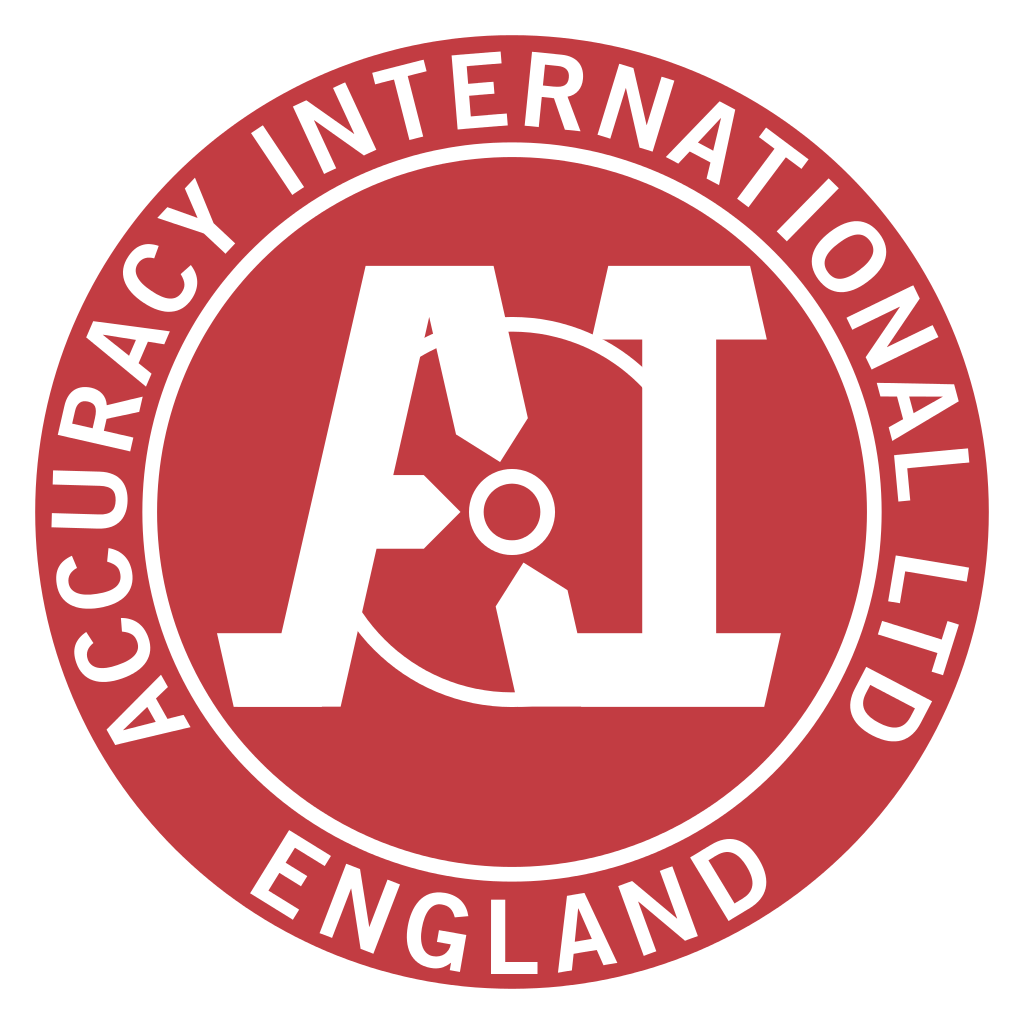
Logo

Accuracy International Ltd., kurz AI, ist ein britischer Waffenhersteller, der vorwiegend Scharfschützengewehre herstellt. Der Sitz ist in Portsmouth (Hampshire, Vereinigtes Königreich).
Das Unternehmen wurde 1978 vom zweimaligen Olympiasieger im Kleinkaliber-Dreistellungskampf Malcolm Cooper gegründet und ist heute vor allem für die Arctic-Warfare-Reihe bekannt.
Die Besonderheit des jungen Unternehmens lag mitunter darin, dass sich der Gründer seine sportliche Laufbahn durch den Gewinn des Unternehmens finanzieren musste, da er im Gegensatz zu seinen Kontrahenten kaum Sponsorengelder erhielt. So stellte Accuracy International anfangs vorrangig Matchwaffen her. Diese Sportgewehre sollen zwar über eine ausgezeichnete Funktionalität und Genauigkeit verfügt haben, jedoch bereiteten die Gewehrschäfte in Schichtleimholzbauweise Probleme bei Regen und Feuchtigkeit. Das Hauptaugenmerk der Entwicklung wurde seitdem darauf gelegt, die Funktionalität und Präzision der Waffen auch unter schlechtesten Bedingungen zu gewährleisten.
Erstes Ergebnis dieser Entwicklungen war das Sportgewehr AI PM (Precision Match). Zum Einsatz kamen diesmal modernere Werkstoffe, wie sie zu dieser Zeit zum Beispiel auch für das Steyr AUG verwendet wurden. So bestand der Schaft dieses Gewehrs, statt aus Schichtleimholz, jetzt aus Leichtmetallstreben und einer Polymerschale. Dieses Gewehr läutete auch den Wandel des Unternehmens von einem reinen Sportwaffenhersteller zu einem Rüstungsunternehmen ein: Als die britischen Streitkräfte in den frühen 1980er-Jahren einen Nachfolger für ihr Scharfschützengewehr L42 A1 suchte, beteiligte sich Accuracy International mit einer Variante des PM-Modells (jetzt Precision Marksman genannt) an der Ausschreibung. Das Gewehr konnte sich gegen das Konkurrenzprodukt von Parker-Hale (M85) durchsetzen und wurde von der britischen Armee unter Bezeichnung L96 in Dienst genommen.
Wenige Jahre später suchte auch das schwedische Heer ein neues Scharfschützengewehr, das dem harten skandinavischem Wetter gewachsen ist. Accuracy International überarbeitete das PM-Modell und gewann damit auch diese Ausschreibung. Die schwedische Armee stellte 1988 dieses Gewehr in Dienst und gab ihm den Namen PSG 90. Accuracy International nannte diese Version fortan Arctic Warfare (AW) um die Zuverlässigkeit des Gewehrs – auch bei schwierigen äußeren Bedingungen – zu unterstreichen. Auch die British Army wurde auf dieses überarbeitete Gewehr aufmerksam und übernahm es unter der Bezeichnung L96A1. Weitere Armeen folgten, darunter auch die deutsche Bundeswehr, die ihre Version als G22 einführte. Das Ziel war es von vornherein eine wartungsfreie Waffe zu entwickeln, das ist mit der AW-Serie gelungen.
1997 wurde eine neue Fertigungsstelle (Accuracy International North America Inc kurz AINA) in Oak Ridge (Tennessee, USA) eröffnet. Kurz vor seinem Tod im Jahr 2001 übergab Malcolm Cooper das Amt des CEO an Graham Ryan und war von da an nur noch Präsident. Im Jahr 2005 musste Accuracy International Insolvenz anmelden und wurde anschließend von einem britischen Konsortium übernommen.
Daraufhin übernahm Tom Irwin das Unternehmen.